# Seznam evroposlancev iz Nemčije
Seznam evroposlancev iz Nemčije je krovni seznam.

## Seznami
- seznam evroposlancev iz Nemčije (1973-1979)
- seznam evroposlancev iz Nemčije (1979-1984)
- seznam evroposlancev iz Nemčije (1984-1989)
- seznam evroposlancev iz Nemčije (1989-1994)
- seznam evroposlancev iz Nemčije (1994-1999)
- seznam evroposlancev iz Nemčije (1999-2004)
- seznam evroposlancev iz Nemčije (2004-2009)
- seznam evroposlancev iz Nemčije (2009-2014)
- poimenski seznam evroposlancev iz Nemčije